# Зорин, Иван Васильевич (писатель)
Ива́н Васи́льевич Зо́рин (22 ноября 1959, Москва — 14 марта 2020) — русский писатель, публицист и видеоблогер. Автор рассказов и эссе, а также нескольких романов. Член Союза писателей России.

## Биография
Отец — доцент кафедры математики, мать — преподаватель русского языка и литературы.
Окончил в 1983 году Московский инженерно-физический институт (с 2009 года — Национальный исследовательский ядерный университет «МИФИ») кафедру теоретической ядерной физики. Работал научным сотрудником в АН СССР. Активно публиковался с 2000-х годов, в том числе в журналах «Октябрь», «Литературная учёба», «Московский вестник», «Кольцо „А“», «Звезда», «Северная Аврора» и других.

## Творчество
Иван Зорин работал в жанре гиперинтеллектуальной прозы.

Зорин — профессионал, его муза не знает ни стилистических, ни тематических ограничений, легко шагая сквозь века, не спотыкаясь ни на диалогах, ни на описаниях, свободно говоря на любом культурном языке. Античный Рим, Иудея накануне Рождества Христова, Россия времен Александра I, Николая II и Путина — Зорину комфортно в любой эпохе, внятна любая религиозная система. Со всеми он свой, в каждом времени видит свои сочные детали, но каждый раз убеждается все в том же: ничего не меняется.— Майя Кучерская в газете "Ведомости"

Создатель цветистой прозы в жанре магического реализма, любитель притч и иносказаний.— Книжный обзор Медузы от критика Галины Юзефович 

## Премии и награды
Лауреат премии «Золотой Витязь» и Волошинской премии.
- 2015 — Лауреат премии «Русский Гулливер»[7]

### Номинации
Лонг-лист литературных премий «Ясная поляна» и «Национальный бестселлер».